# Castell Kiyosu

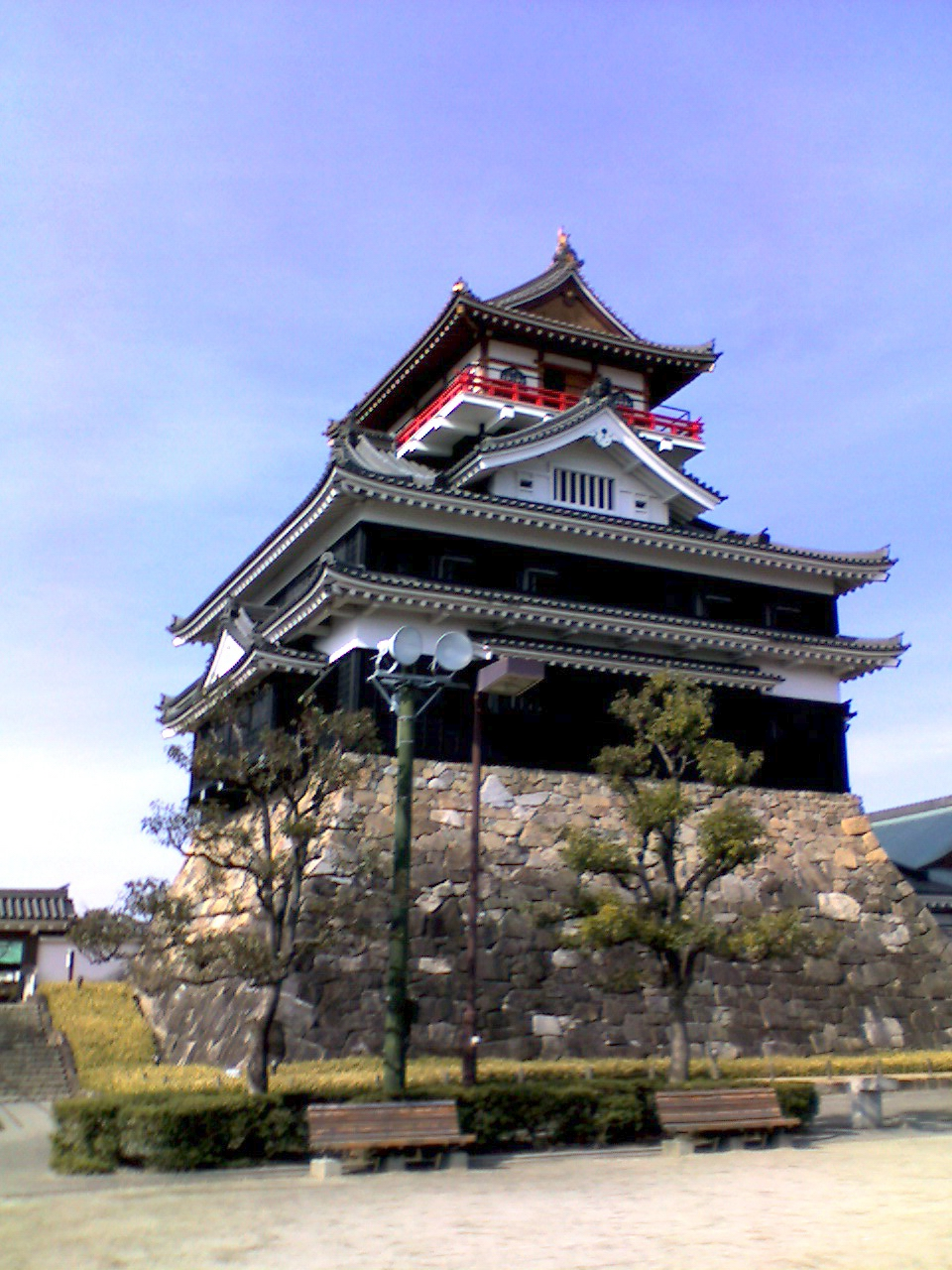
Vista posterior del castell.

El castell Kiyosu (清洲城, Kiyosu-jō) és un castell japonès localitzat a la ciutat de Kiyosu, a la Prefectura d'Aichi al Japó i que va servir com a base d'operacions d'Oda Nobunaga durant el període Sengoku de la història del Japó.

## Història
El castell Kiyosu va ser construït entre 1394 i 1427, i pertanyia inicialment a Shiba Yoshishige, líder del clan Shiba i shugo (governador) de la província d'Owari. Després de culminar la construcció, Oda Toshisada hi va ser instal·lat com shugodai (vice-governador). Es va construir a un punt estratègic per defensar el castell Orizu, al qual residia el govern central de la província fins a la destrucció el 1476, després de la qual es va traslladar a Kiyosu.
Operant des del castell Nagoya, Oda Nobunaga el va capturar el 1555. Després de la mort de Nobunaga, el seu segon fill Nobukatsu va prendre el control del castell i va començar una sèrie d'importants remodelacions el 1586.

## Destrucció
El 1610, la capital d'Owari fou traslladada de Kiyosu a Nagoya d'acord amb les ordres de Tokugawa Ieyasu. La «ciutat-castell», que va arribar a albergar 60.000 persones, va ser abandonada gairebé en la seva totalitat.
Parts del castell Nagoya van ser construïdes amb parts extretes del castell Kiyosu. Un exemple clar és una de les torres del nord-oest del castell, la qual va ser anomenada «Torreta Kiyosu».
L'extracció d'elements del castell continuaria fins al període Edo del segle xviii. Tokugawa Yoshinobu, descendent d'Ieyasu, va ser l'últim propietari.
Els kinshachi (金鯱, kinshachi) que adornaven el castell són al dia d'avui al temple Sōfuku a Gifu, a la veïna Prefectura de Gifu. Aquest edifici data de 1989 i va ser construït com a celebració del centenari de l'actual ciutat de Kiyosu.